# Farroupilha
Farroupilha és un barri de la ciutat de Porto Alegre, capital de l'Estat de Rio Grande do Sul, creat per la Llei 2022 del 07/12/1959.

## Dades generals
- Població (2000) : 1.101 habitants
  - Homes : 449
  - Dones : 652

- Superfície : 57 ha

- Densitat : 19,32 hab/ha

## Límits actuals
Des de l'avinguda João Pessoa cantonada amb el carrer Avaí fins a l'avinguda Venâncio Àrees; d'aquesta última a l'avinguda Osvaldo Aranha; d'aquesta al carrer Sarmento Leite, a continuació a l'avinguda João Pessoa per trobar la cantonada del carrer Avaí.

## Història
Aquest barri correspon a l'antiga Várzea do Portão, gran plana pantanosa ("Várzea") situada a les rodalies de la gran porta de la ciutat ("portão"). Era un lloc de passeig públic on es guardava també la ramaderia portada per a l'aprovisionament de la ciutat. El lloc tenia l'aspecte rústic d'una plàcida pastura de camp.
Més tard, la Várzea do Portão va ser reanomenada Campo do Bom Fim i Campo da Redenção. Actualment, són els parcs Farroupilha i Paulo Gama. El segon, situat al límit de les Facultats de Medicina i de l'Institut de Química, va ser arboritzat per l'Ajuntament l'any 1925.
Sota l'administració de Otávio Rocha va començar la disposició paisatgística i vegetal del parc. Més tard, l'alcalde Alberto Bins va fer realitzar el drenatge, l'anivellació i l'arborització de tota la part sud del terreny, inspirant-se en les obres de l'urbanista francès Alfred Agache en el l'exposició del Centenari de la Revolució Farroupilha, l'any 1935. El 19 de setembre de 1935 per decret municipal, el Campo da Redenção va esdevenir oficialment Parc Farroupilha.

## Avui
El nom antic li ha quedat, els portalegrenses li diuen parc da Redenção. Els dos parcs no tenen avui cap discontinuïtat física, i el nom de Redenção s'aplica tant al parc Farroupilha com al de Paulo Gama.
Aquest barri acull les facultats d'arquitectura, d'enginyeria, de medicina i de ciències de l'educació. S'hi troba també el Col·legi militar de Porto Alegre i altres establiments i instituts d'ensenyament.
Amb la presència de l'administració universitària, el desenvolupament del barri és lligat a la Universitat federal. El parc Farroupilha, el més antic i el més arbrat de la ciutat, serveix de lloc de diversió per a les famílies del lloc i dels seus voltants. És també una de les extensions de la Cidade Baixa, barri "bohemi" de Porto Alegre, pel carrer da República. La part del carrer Santa Terezinha situada al barri posseeix restaurants vegetarians i centres de meditació i de ioga.
A l'avinguda José Bonifácio, té lloc el dissabte un mercat biològic, i, el diumenge, el tradicional “Brique da Redenção” on es troben també artesans d'art i Arts plàstiques.